# Shania Twain (musikalbum)
Shania Twain är ett studioalbum av Shania Twain. Det släpptes 1993, och var hennes debutalbum.

## Låtlista
1. "What Made You Say That" (Tony Haselden, Steve Munsey Jr.) – 2:58
2. "You Lay a Whole Lot of Love on Me" (Hank Beach, Forest Borders II) – 2:48
3. "Dance with the One That Brought You" (Sam Hogin, Gretchen Peters) – 2:23
4. "Still Under the Weather" (Skip Ewing, L. E. White, Michael White) – 3:06
5. "God Ain't Gonna Getcha for That" (Kent Robbins, Shania Twain) – 2:44
6. "Got a Hold on Me" (Rachel Newman) – 2:14
7. "There Goes the Neighborhood" (Tommy Dodson, Bill C. Graham, Alan Laney) – 3:17
8. "Forget Me" (Stephony Smith) – 3:21
9. "When He Leaves You" (Mike Reid, Keny Robbins) – 4:21
10. "Crime of the Century" (Richard Fagan, Ralph Murthy) – 3:29

## Listplaceringar
| Lista                                               | Topplacering |
| --------------------------------------------------- | ------------ |
| Amerikanska Billboard Top Country Albums            | 67           |
| Amerikanska Billboard Heatseekers                   | 31           |
| Amerikanska Billboard New Artists Albums (Mountain) | 9            |